# Gottfried Jordan
Gottfried Heinrich Christoph Jordan (* 9. Mai 1791 in Hasserode; † 2. Oktober 1860 in Dresden) war ein sächsischer Unternehmer.

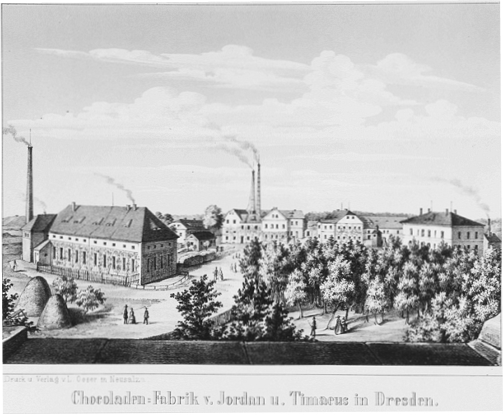
Schokoladenfabrik von Jordan und Timaeus in Dresden-Neustadt (1856/1858)

## Biografie
Gottfried Jordan arbeitete zunächst gemeinsam mit August Friedrich Timaeus als Handlungsreisender für Braunschweiger Unternehmen.
1823 gründeten Jordan und Timaeus die Chocolade- und Cichorienfabrik Jordan & Timaeus zwischen der heutigen Timaeus- und Jordanstraße östlich der Königsbrücker Straße in Dresden-Antonstadt.
Dort wurden Lebensmittel wie Zichorienkaffee, Nudeln und Schokolade produziert. Das Unternehmen entwickelte sich schnell zu einem der Größten in Dresden.
1836 beteiligte sich Jordan an der Gründung der Waldschlösschenbrauerei, einer der ersten Aktiengesellschaften in Deutschland.
Von 1842 bis 1848 war er stellvertretender Abgeordneter des Sächsischen Landtags.

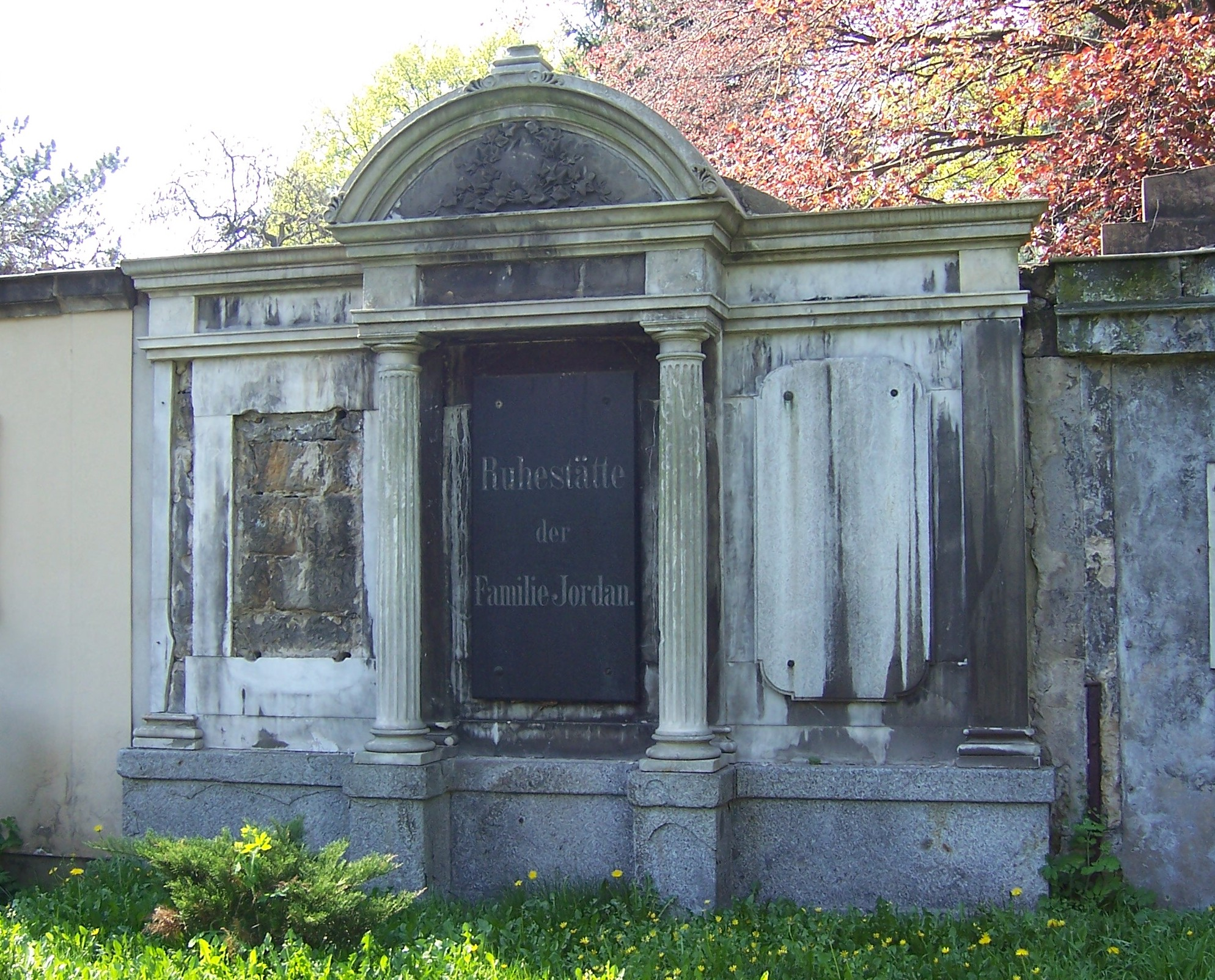
Grab Jordans in Dresden

Jordan wurde auf dem Inneren Neustädter Friedhof begraben. In Dresden ist die Jordanstraße nach ihm benannt.
Sein Sohn Ernst Albert Jordan übernahm später das Unternehmen. Auch er war Abgeordneter des Sächsischen Landtags und wurde Ehrenbürger der Stadt Dresden.